# 加藤美善

加藤 美善（かとう みよし、1962年7月31日 - ）は、愛知県名古屋市出身の元スピードスケート選手。1970年代末から1980年代前半に活躍した。レークプラシッドオリンピック代表。実姉の加藤美佳はショートトラックスピードスケートの元日本代表。
名古屋市立神丘中学校 - 愛知女子商業学園高等学校 - 西武不動産

## プロフィール
中学2年までは陸上競技を行っていたが、姉が競技をしていたスピードスケートに魅せられ2年生の秋からショートトラックスピードスケートを始めた。
名古屋市内のインドアリンクで1日4万メートル滑り込んで素質が開花、ショートトラックで培ったコーナーワークを武器に1978年の全日本ジュニアスピードスケート選手権大会（2月6日 - 8日、八戸）で中学3年生ながら総合3位、第1回全日本ショートトラックスピードスケート選手権大会(3月11日 - 12日、品川）で総合優勝した。
高校生となった1978年12月8日の浅間選抜スピードスケート大会女子3000mで4分42秒85の日本新記録（当時）を樹立、1979年1月12日のインターハイでは女子1500mで2分13秒73の日本新記録（当時）を樹立した。
さらに第47回全日本スピードスケート選手権大会（2月17日 - 19日、八戸）を史上最年少で制覇、世界ジュニアスピードスケート選手権大会で総合5位となった。第2回ショートトラックスピードスケート全日本選手権(3月4日 - 5日、名古屋）で総合2連覇を達成し、ISUショートトラック選手権（4月7日 - 8日、カナダ・ケベック、世界選手権の前身）で総合3位となった。
1979年12月20日 - 21日の全日本スピードスケート選手権大会総合でも4位となるなど実績を重ねて
1980年レークプラシッドオリンピックに日本スピードスケート史上最年少（当時、2010年に髙木美帆が更新）で出場、1000m17位、1500m24位、3000m21位であった。
オリンピック後の3月15日 - 16日にオランダのハーグで行われたショートトラックオープンダッチ選手権で総合優勝、3月22日 - 23日にイタリア、ミラノで行われたISUショートトラック選手権で総合優勝、この大会では姉の美佳も総合2位となり姉妹で1，2位となった。
1981年1月23日のインターハイ女子1500mで優勝、世界選手権（2月7日 - 8日、カナダ・サントフォア）では総合16位、ジュニア世界選手権（2月28日 - 3月1日、ノルウェー・エルブハム）総合8位だった。
第1回世界ショートトラックスピードスケート選手権大会（4月4日 - 5日、フランス・パリ）で総合優勝してシーズンを終えた。
社会人1年目の全日本選手権大会（1982年1月13日 - 14日、盛岡）は総合2位、世界選手権（2月13日 - 14日、西ドイツ・インツェル）総合15位。
第5回ショートトラックスピードスケート全日本選手権(3月2日 - 3日、京都）では3連覇の姉に次いで総合2位、しかし第2回ショートトラックスピードスケート世界選手権（4月2日 - 4日、カナダ）では予選落ちと振るわなかった。
1983年全日本選手権大会（1月10日 - 11日、盛岡）では総合3位、4月8日 - 10日に東京・品川で行われた第3回ショートトラックスピードスケート世界選手権では姉美佳2位、妹美善3位と活躍した。